# 坂井澄江
坂井 澄江（さかい すみえ、1971年11月24日 - ）は、日本の元女性プロレスラー。三重県四日市市出身。アメリカ・ペンシルベニア州フィラデルフィア在住。血液型O型。

## 経歴
MIKI HOUSE柔道部を経て、1996年に吉本女子プロレスJd'に入門。1997年4月20日の対藪下めぐみ戦でデビュー（なお、藪下とは同時期に入団している）。25歳での当時としては遅いデビューであったが、主に藪下とのタッグチーム、「ヤブサカ」で活動した。2003年1月13日の後楽園大会を最後にJd'を退団し、フリーとなった。その後はアメリカを活動の拠点にし、ROHやCHIKARAなどに出場。
2005年には闘病生活を送っていたサブゥーを支援するチャリティー興行「WE LOVE SABU」の開催の発起人となり、4月17日にディファ有明で昼夜興行を開催した。
2006年10月14日に「XFS II」で総合格闘技デビュー。エイミー・デイビスを腕ひしぎ逆十字固めで一本勝ちと宣告されたが、タイムキーパーのミスでラウンド終了から3秒経過していたことが発覚したため、無効試合になった。
さらに、この年の11月に、米国のIWAミッドサウスの主催によるクイーン・オブ・ザ・デスマッチの初大会へと参戦。1回戦で尾崎魔弓と有刺鉄線デスマッチを戦うも敗退した。
2011年6月5日、ワールド女子プロレス・ディアナと契約。ただし、引き続き米国を拠点とするため選手としては不定期参戦にとどまり、外国人選手のブッキングルート確保のための契約と見られる。実際に参戦した大会は2011年10月の大阪2連戦のみであるが、この大会において自らの師匠でもあるジャガー横田の参戦に尽力、横田はその後入団に至った。
2018年4月、ROHが管理・認定する女子プロレスのタイトル「WOH世界王座」の初代王者決定トーナメントに優勝。
2021年12月、翌年2022年での現役引退を発表しているがそれ以降も不定期でリングに上がっている。
2024年12月15日、新日本プロレスのロサンゼルス大会の高橋ヒロムの試合後のバックステージに現れ2025年1月11日、サンノゼ大会の引退試合の相手に指名した。

## 得意技
フィッシャーマンズバスター
スマッシュマウス
アウトエンドスリーと同型。
立川先生スープレックス
技名は坂井が、お世話になった整体師の先生の名字が由来。

## 入場曲
- 初代 : クルクルミラクル（篠原ともえ）
- 2代目 : バタフライ（Smile.dk）

## タイトル歴
JDスター女子プロレス
- クイーン・オブ・ザ・リング王座（第3代）
- AWF世界女子王座（第11代）
- TWF世界タッグ王座（第2代）（パートナーはCooga）

ROH
- WOH世界王座（初代）

スパーク女子プロレス
- スパーク女子ワールド王座（第3代）

全日本女子プロレス
- 全日本タッグ王座（第26代）（パートナーは小杉夕子）

DDTプロレスリング
- アイアンマンヘビーメタル級王座（第1586代）[3]